# فيديريكو ماتيلو
فيديريكو ماتيلو (بالإيطالية: Federico Mattiello) (14 يوليو 1995 إيطاليا - ) هو لاعب كرة قدم إيطالي، يلعب كلاعب وسط.

## روابط خارجية
- فيديريكو ماتيلو على موقع الاتحاد الأوربي (الإنجليزية)
- فيديريكو ماتيلو على موقع قاعدة بيانات كرة القدم.إي يو (الإنجليزية)
- فيديريكو ماتيلو على موقع Soccerway.com (الإنجليزية)
- فيديريكو ماتيلو على موقع عالم كرة القدم.نت (الإنجليزية)